# Zamach stanu i akty ludobójstwa w Burundi (1993)

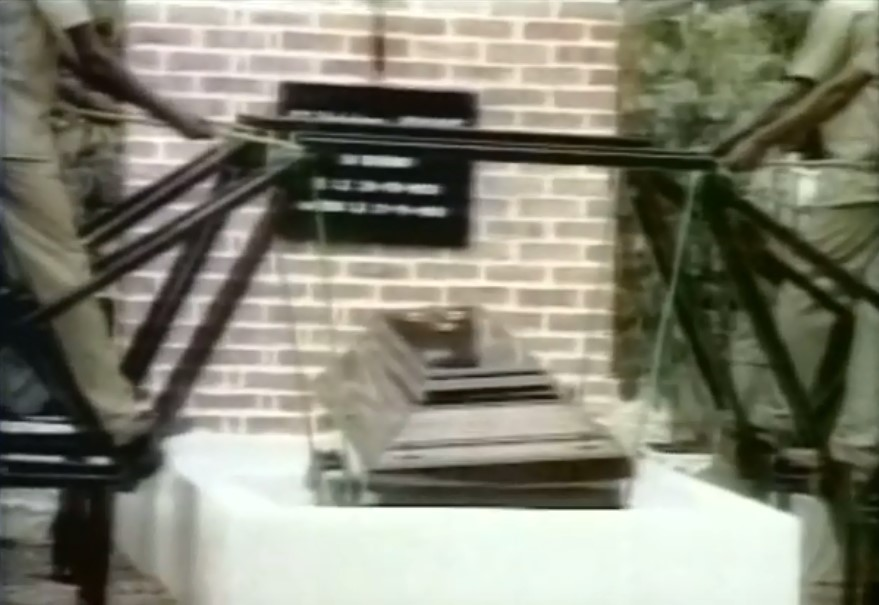
Pogrzeb prezydenta Melchiora Ndadaye

Zamach stanu i akty ludobójstwa w Burundi (1993) – nieudana próba zamachu stanu, podjęta 21 października 1993 przez zbuntowanych wojskowych z grupy etnicznej Tutsi, zakończona zabójstwem pierwszego demokratycznie wybranego prezydenta Burundi, Melchiora Ndadaye, oraz wybuchem masowych rzezi na tle etnicznym, których ofiarą padło od 30 tys. do 100 tys. ludzi.
W wyniku wyborów prezydenckich i parlamentarnych z czerwca 1993 władzę w Burundi przejęli Melchior Ndadaye z grupy etnicznej Hutu oraz wspierająca go partia FRODEBU. Było to uwieńczenie rozpoczętego pod koniec lat 80. procesu demokratyzacji, a zarazem koniec trwających od 1965 roku niepodzielnych rządów mniejszości Tutsi. Zdominowana przez Tutsi armia nie pogodziła się jednak z utratą władzy. 21 października 1993 wojsko podjęło próbę puczu, w której trakcie zamordowano Ndadaye oraz kilku jego najbliższych współpracowników. Na wieść o śmierci prezydenta Hutu przystąpili do masowych pogromów Tutsi, mordując co najmniej 20 tys. mężczyzn, kobiet i dzieci. W odpowiedzi armia rozpoczęła odwetowe masakry, których ofiarą padła zbliżona liczba Hutu. Z powodu nieprzychylnej reakcji społeczności międzynarodowej, pogłębiającego się chaosu oraz braku poparcia ze strony umiarkowanej części elit Tutsi, puczyści już po kilku dniach byli zmuszeni oddać władzę nowemu rządowi cywilnemu. Nieudany zamach stanu spowodował jednak trwałą destabilizację państwa, prowadząc w konsekwencji do wybuchu wieloletniej wojny domowej.

## Tło społeczno-historyczne

### Konflikt pomiędzy Hutu a Tutsi w Burundi
Burundi, podobnie jak sąsiednia Rwanda, uzyskało niepodległość 1 lipca 1962 roku. Brzemienny wpływ na losy obu państw wywarł narastający antagonizm pomiędzy zajmującą tradycyjnie wyższą pozycję społeczną mniejszością Tutsi a dominującymi liczebnie Hutu. W Rwandzie narastające napięcia na tle etnicznym doprowadziły ostatecznie do wybuchu krwawego powstania ludowego (1959–1962), które przyniosło obalenie tamtejszej monarchii Tutsi oraz utworzenie całkowicie zdominowanej przez Hutu republiki. Z kolei Burundi, gdzie hierarchia społeczna oraz podziały etniczne były o wiele mniej sztywne i znacznie bardziej skomplikowane niż w sąsiednim państwie, rozpoczęło niepodległy byt jako monarchia konstytucyjna, w której duże wpływy zachowali Tutsi. Pod wpływem szeregu czynników relacje pomiędzy obiema grupami etnicznymi szybko uległy jednak gwałtownemu pogorszeniu. Nieudana próba zamachu stanu, podjęta przez grupę oficerów Hutu w październiku 1965, umożliwiła kontrolowanej przez Tutsi armii zdobycie dominującego wpływu na sprawy państwa. Po kilkumiesięcznym okresie trudnej koabitacji wojsko obaliło monarchię i proklamowało powstanie tzw. Pierwszej Republiki (28 listopada 1966). W kolejnych latach wojskowy reżim systematycznie ograniczał wpływy Hutu w życiu politycznym, siłach zbrojnych i administracji. 
W kwietniu 1972 radykalni politycy Hutu wywołali z pomocą kongijskich najemników zbrojne powstanie w południowych prowincjach kraju, w którego trakcie zamordowano od kilkuset do kilku tysięcy Tutsi. Powstańcy zostali jednak szybko pokonani przez rządową armię, a represje wobec sympatyków rebelii przekształciły się w planową i systematyczną eksterminację elity społecznej Hutu. Od końca kwietnia do września 1972 zamordowano w Burundi od 100 tys. do 300 tys. Hutu, a co najmniej 150 tys. zmuszono do ucieczki z kraju. Był to pierwszy odnotowany przypadek ludobójstwa w historii postkolonialnej Afryki. Rzezie z 1972 roku ostatecznie utwierdziły status Tutsi jako warstwy dominującej. Przez następnych 16 lat władza, wpływy, przywileje i bogactwo były zastrzeżone wyłącznie dla przedstawicieli tej grupy etnicznej, podczas gdy Hutu blokowano dostęp do edukacji oraz pozbawiano ich możliwości służby w strukturach militarnych lub pracy w administracji państwowej.
W obozach dla uchodźców na terenie Tanzanii i Rwandy, gdzie po ludobójstwie 1972 roku schroniły się dziesiątki tysięcy Hutu, pielęgnowano nienawiść wobec Tutsi i postawy odwetowe. Tworzyły się tam radykalne organizacje Hutu, których bojownicy dokonywali zbrojnych rajdów na terytorium Burundi. Reakcje rządowej armii były zazwyczaj bardzo brutalne. Po jednym z ataków partyzantów Hutu burundyjskie wojsko zbombardowało kilka miejscowości na terytorium Tanzanii, powodując śmierć ok. 70 osób (1973). Burundyjska armia dokonywała także odwetowych pacyfikacji wiosek Hutu w strefie przygranicznej. W kwietniu 1980 w Mishamo na terytorium Tanzanii, gdzie od 1972 roku funkcjonował jeden z największych obozów dla uchodźców Hutu, Rémi Gahutu założył ugrupowanie o nazwie Parti de Libération du Peuple Hutu (PALIPEHUTU). Stało się ono wkrótce najsilniejszym i najbardziej radykalnym ugrupowaniem ekstremistów Hutu.
3 września 1987 w Burundi miał miejsce wojskowy zamach stanu, w którego wyniku władzę w państwie objął mjr Pierre Buyoya. Bezkrwawy pucz sprawiał z pozoru wrażenie klasycznego przewrotu pałacowego, gdyż Buyoya wywodził się z Tutsi oraz pozostawał od lat członkiem ścisłej elity władzy. Niemniej nowy prezydent zainicjował pewne reformy zmierzające do liberalizacji systemu politycznego. Po latach rządów „twardej ręki” owa umiarkowana „odwilż” wzbudziła wśród Hutu ogromne nadzieje na poprawę swojego losu. Gesty wykonywane przez Buyoyę nie miały jednak większego przełożenia na postępowanie lokalnych urzędników i notabli. Prezydent nie miał zresztą zamiaru przeprowadzać żadnych reform, które zagroziłyby monopolowi Tutsi w armii i systemie władzy. Rozdźwięk między rozbudzonymi nadziejami Hutu a rzeczywistością sprawił, że napięcie polityczne w Burundi zaczęło szybko rosnąć. W sierpniu 1988 w gminach Ntega i Marangara na północy kraju wybuchło spontaniczne powstanie Hutu, wywołane prowokacjami lokalnych urzędników Tutsi oraz obawami przed powtórzeniem się ludobójstwa z 1972 roku. W trakcie kilkudniowych zamieszek zostało zabitych kilkuset Tutsi, w tym liczne kobiety i dzieci. W odwecie rządowa armia zamordowała od 15 tys. do 30 tys. Hutu, a kolejnych 50 tys. zmusiła do ucieczki z kraju.

### Początek procesu demokratyzacji
Masakry w Ntega i Marangara wywołały oburzenie światowej opinii publicznej. W obawie przed międzynarodową izolacją oraz sankcjami ekonomicznymi Buyoya był zmuszony podjąć daleko idące reformy. W październiku 1988 roku powołana została 24-osobowa Narodowa Komisja do Zbadania Kwestii Jedności Narodowej, w której przedstawiciele Hutu i Tutsi zajęli równą liczbę miejsc. Jednym z zadań komisji było zbadanie przyczyn i przebiegu masakr w Ntega i Marangara oraz opracowanie rekomendacji, które posłużyć miały budowie narodowej jedności. Buyoya dokonał również daleko idących zmian w swoim rządzie. Adrien Sibomana – były gubernator prowincji Muramvya, z pochodzenia Hutu – został mianowany premierem, podczas gdy liczbę ministrów Hutu zwiększono z sześciu do dwunastu. Tym samym po raz pierwszy od 1965 roku Burundi miało rząd, którego premier oraz połowa ministrów wywodzili się z Hutu. Na mocy referendum z lutego 1991 przyjęta została „Karta Jedności Narodowej”. Rozpoczęto także prace nad nową konstytucją. Z kolei 27 sierpnia 1991 podpisano trójstronne porozumienie w sprawie umożliwienia dobrowolnego powrotu burundyjskich uchodźców do ojczyzny, którego sygnatariuszami były rządy Burundi i Tanzanii oraz Wysoki Komisarz Narodów Zjednoczonych do spraw Uchodźców.
Zainicjowana przez Buyoyę liberalizacja systemu politycznego napotkała na opór ze strony ekstremistów z obu grup etnicznych. Radykałowie Tutsi byli przeciwni jakimkolwiek ustępstwom na rzecz Hutu, podczas gdy ekstremiści Hutu odrzucali każdy kompromis, który nie gwarantował ich rodakom pełnej i niepodzielnej władzy w państwie. W rezultacie na przełomie lat 80. i 90. sytuacja polityczna w Burundi pozostawała napięta, nierzadko dochodziło również do aktów przemocy na tle etnicznym. Dwukrotnie – w marcu 1989 oraz w marcu 1992 – władze obwieściły, iż udało im się zapobiec wojskowemu zamachowi stanu. Owe prawdziwe lub domniemane spiski dały prezydentowi Buyoyi pretekst do przeprowadzenia czystek w szeregach armii i administracji, osłabiających wpływy ekstremistów Tutsi. Tymczasem PALIPEHUTU oraz inne radykalne ugrupowania Hutu kontynuowały działalność konspiracyjną, oraz walkę zbrojną. Największy kryzys miał miejsce jesienią 1991, kiedy to bojówki PALIPEHUTU przypuściły serię skoordynowanych ataków na obiekty wojskowe i policyjne w stolicy oraz w prowincjach Cibitoke i Bubanza (23/24 listopada 1991). Atakom towarzyszyły napady na cywilnych Tutsi, w których wyniku mogło ponieść śmierć nawet kilkaset osób. Rebelia została jednak szybko stłumiona, a wojsko wraz ze służbami bezpieczeństwa przystąpiło do rozprawy z wszystkimi prawdziwymi i domniemanymi zwolennikami PALIPEHUTU. Tym razem prezydent Buyoya nie pozwolił, aby represje całkowicie wymknęły się spod kontroli, jak to miało miejsce w Ntega i Marangara w sierpniu 1988. Niemniej w wyniku odwetowych masakr poniosło śmierć nawet do 3 tys. Hutu, w tym wiele kobiet i dzieci. 
Masakry z listopada i grudnia 1991 nie zahamowały procesu demokratyzacji. Co więcej, definitywny koniec „zimnej wojny” oraz rosnąca presja Zachodu na reformy demokratyczne i wolnorynkowe w państwach Afryki zmusiły wkrótce Buyoyę do dalszych ustępstw wobec Hutu i opozycji politycznej. 13 marca 1992 uchwalona została nowa konstytucja, przywracająca system wielopartyjny, uwzględniająca zasady trójpodziału władzy i rządów prawa, a także gwarantująca obywatelom podstawowe prawa człowieka. Miesiąc później powołano nowy rząd, w którym Hutu objęli połowę stanowisk ministerialnych. Przedstawiciele tej grupy etnicznej zajęli ponadto połowę miejsc w 80-osobowym Komitecie Centralnym rządzącej partii UPRONA, połowę miejsc w Radzie Ekonomiczno-Społecznej i Komisji ds. Jedności Narodowej, a także objęli stanowiska gubernatorów w ośmiu z szesnastu prowincji Burundi. Wkrótce Buyoya wyraził również zgodę na przeprowadzenie wolnych wyborów (prezydenckich i parlamentarnych).
W tym okresie wyrazicielem aspiracji umiarkowanych Hutu stał się powstały w 1983 roku Front pour la Démocratie au Burundi (FRODEBU), na którego czele stał Melchior Ndadaye. W pierwszych latach swojego istnienia FRODEBU działał w konspiracji (jego legalizacja nastąpiła dopiero w lipcu 1992 roku). Przez długi czas uznawany był także za „partię intelektualistów”, oderwaną od problemów zwykłych Hutu. Ndadaye i jego współpracownicy zdołali jednak z czasem zorganizować wokół FRODEBU szeroką i sprawnie funkcjonującą koalicję, w której skład weszły m.in. liczne organizacje obrońców praw człowieka, związki zawodowe, a nawet organizacje i zrzeszenia powiązane z rozmaitymi kościołami chrześcijańskimi. FRODEBU odżegnywał się przy tym od wizerunku partii monoetnicznej, szukając poparcia także wśród Tutsi oraz wśród członków mniejszych grup etnicznych.
1 czerwca 1993 przeprowadzono pierwsze w historii Burundi wolne wybory prezydenckie. Bezapelacyjnym zwycięzcą okazał się Ndadaye, którego poparło 65% głosujących. Urzędujący prezydent Pierre Buyoya, który uzyskał poparcie rzędu 33%, bezzwłocznie uznał swoją porażkę. FRODEBU odniósł również całkowite zwycięstwo w przeprowadzonych 29 czerwca 1993 wyborach parlamentarnych, uzyskując poparcie 71% głosujących oraz zdobywając 65 mandatów w 81-osobowym Zgromadzeniu Narodowym (pozostałych 16 mandatów uzyskała UPRONA). W nowym parlamencie znalazło się 69 Hutu i 12 Tutsi. Przejęcie władzy przez Ndadaye i FRODEBU nie obyło się jednak bez trudności. Jeszcze przed oficjalnym ogłoszeniem wyników głosowania na ulice Bużumbury wyszły tysiące rozgoryczonych działaczy UPRONA oraz studentów Tutsi. Z kolei 3 lipca 1993 ppłk Sylvestre Ningaba, były szef gabinetu prezydenta Buyoyi, wraz z grupą ok. 40 żołnierzy z 2 Batalionu Komandosów podjął próbę zamachu stanu, chcąc w ten sposób zahamować demokratyczne przemiany. Niedoszły pucz został jednak błyskawicznie stłumiony, a Ningaba i jego współpracownicy (m.in. mjr Bernard Busokoza) zostali aresztowani i uwięzieni.
Zaprzysiężenie Ndadaye nastąpiło 10 lipca 1993. Nowy prezydent usilnie starał się podkreślać, iż jest reprezentantem wszystkich Burundyjczyków. W przemówieniu wygłoszonym po tuż ogłoszeniu wyników wyborów oświadczył, iż jego wybór „nie był zwycięstwem żadnej pojedynczej grupy, lecz zwycięstwem demokracji”. 10 lipca 1993 powołał także rząd koalicyjny, w którym stanowisko premiera objęła Sylvie Kinigi – Tutsi, członkini UPRONA. W 23-osobowym gabinecie zasiadło czternastu Hutu i dziewięciu Tutsi, przy czym trzynaście tek ministerialnych przypadło przedstawicielom FRODEBU, kolejnych sześć politykom UPRONA, a po jednej – przedstawicielom dwóch mniejszych partii Hutu sprzymierzonych z FRODEBU. W radzie ministrów zasiadło także dwóch przedstawicieli armii. Członkom UPRONA przypadły stanowiska gubernatorów dwóch prowincji. Ponadto Tutsi – wywodzący się przede wszystkim z prowincji Bururi – zachowali całkowitą kontrolę nad siłami zbrojnymi.

## Zabójstwo prezydenta Ndadaye
Pokojowe przejęcie władzy przez Ndadaye i FRODEBU zostało przyjęte z wielkim uznaniem przez społeczność międzynarodową. Burundi uznano za „model dla wszystkich aspirujących demokracji” oraz wzór dla pozostałych państw kontynentu. W raporcie sporządzonym przez jedną z zachodnich ambasad stwierdzono wręcz, iż w Burundi miał miejsce „jeden z najdonioślejszych przykładów transformacji demokratycznej w historii Afryki”. Niemniej w drugiej połowie 1993 roku sytuacja polityczna w państwie pozostawała napięta. Wpływ na ten stan miało wiele czynników:
- o ile Ndadaye starał się wykonywać pojednawcze gesty pod adresem Tutsi oraz działaczy UPRONA, oferując im wysokie stanowiska w swojej administracji, o tyle na niższych szczeblach aparatu państwowego członkowie UPRONA – zazwyczaj Tutsi – byli masowo pozbawiani pracy w administracji, dyplomacji, czy szkolnictwie. Zwolnione w ten sposób miejsca zajmowali członkowie FRODEBU, najczęściej Hutu (zjawisko to nazywano ironicznie frodébisation)[33].
- nowe władze zerwały niektóre kontrakty zawarte przez poprzedni rząd, co uderzało w interesy armii oraz elit Tutsi[38].
- prasa, powiązana zarówno z FRODEBU, jak i UPRONA, często nie miała zahamowań w atakowaniu i dyskredytowaniu oponentów politycznych, co podgrzewało atmosferę w państwie[22].
- począwszy od 1991 roku przebywający dotąd na wygnaniu Hutu, masowo powracali do ojczyzny[c]. Większość z nich wegetowała w obozach dla uchodźców od 1972 roku, a ich domy, pola i stada zostały zagarnięte przez Tutsi. Powracający uchodźcy energicznie domagali się zwrotu zagrabionego majątku, a problem ten był tym bardziej palący, iż Burundi trapiły przeludnienie oraz głód ziemi uprawnej[38][39]. Ndadaye starał się rozładować konflikt, proponując osiedlanie byłych uchodźców na obszarach peryferyjnych i słabo zamieszkanych, lecz urzędnicy Hutu niższego szczebla często przeprowadzali „dzikie” rewindykacje, pozbawiając rodziny Tutsi dachu nad głową i środków do życia[38].

Ekstremistyczna frakcja Tutsi, wciąż zachowująca duże wpływy w armii i aparacie państwowym, nie potrafiła się pogodzić z utratą monopolu władzy. Konsekwencji przejęcia władzy przez FRODEBU obawiali się zwłaszcza ci członkowie dawnej elity rządzącej, którzy w 1972 roku wzbogacili się kosztem mordowanych i wypędzonych Hutu. Decydującym czynnikiem, który skłonił radykałów Tutsi do podjęcia próby siłowego odzyskania władzy, była jednak prawdopodobnie decyzja Ndadaye o wyłączeniu żandarmerii spod zwierzchności dowództwa sił zbrojnych, a także planowany na listopad 1993 pobór do armii. Wojskowi obawiali się, iż Ndadaye pod naciskiem radykalnych polityków FRODEBU zamierza znacząco zwiększyć liczbę Hutu w szeregach armii, w konsekwencji pozbawiając Tutsi wyłącznej kontroli nad wojskiem. Tymczasem w oczach wielu Tutsi monopol ich grupy etnicznej w siłach zbrojnych stanowił jedyną gwarancję bezpieczeństwa przed prześladowaniami z rąk dominujących liczebnie Hutu.
W latach 1995–1996 wypadki, które miały miejsce w Burundi jesienią 1993, były badane przez międzynarodową komisję śledczą, powołaną na mocy rezolucji Rady Bezpieczeństwa ONZ nr 1012 z 28 sierpnia 1995. Z zeznań przesłuchanych przez komisję świadków wynika, iż już od 11 października 1993 w Bużumburze krążyły pogłoski o planowanym zamachu stanu. Tego samego dnia szef ochrony prezydenta, por. Gratien Rukindikiza, miał otrzymać od szefa sztabu sił zbrojnych, ppłk. Jeana Bikomagu, rozkaz udania się na Mauritius w celu zabezpieczenia udziału Ndadaye w odbywającym się tam szczycie frankofońskim (16-18 października). Bikomagu polecił przy tym Rukindikizie pozostać na wyspie do 21 października. Plotki o planowanym  puczu nasiliły się po powrocie prezydenta z Mauritiusa. 20 października około godz. 16:00 mjr Isaïe Nibizi – dowódca 2 Batalionu Komandosów, jednostki odpowiedzialnej za ochronę pałacu prezydenckiego – miał zażądać pilnego spotkania z szefem gabinetu prezydenta, Frédérikiem Ndayegamiye, którego ostrzegł, iż otrzymał informację od niewymienionego z nazwiska wysokiej rangi oficera, iż część jednostek wojskowych kwaterujących na przedmieściach stolicy przygotowuje się do przeprowadzenia zamachu stanu. Podobne ostrzeżenie miał otrzymać od dowódcy żandarmerii inny doradca prezydenta, Antoine Ntamobwa. Chcąc zweryfikować informacje o zbliżającym się puczu, Ndayegamiye skontaktował się z ppłk. Bikomagu, który zapewnił go jednak, że atmosfera w koszarach jest spokojna i nie należy się spodziewać żadnych kłopotów. Niemniej prezydent został tego wieczoru poinformowany przez swoich współpracowników o możliwości zamachu stanu, o otrzymaniu takiego ostrzeżenia wspominał m.in. swojej żonie.
Tymczasem niedługo po północy 21 października pododdziały 1 Batalionu Spadochronowego i 11 Batalionu Zmotoryzowanego opuściły koszary w południowej części Bużumbury (Camp Para), po czym sforsowawszy most na rzece Muha, skierowały się do centrum miasta. Obie jednostki wyposażone były w pojazdy pancerne i ciężką broń. Puczyści opanowali pałac prezydencki, a prezydenta i jego rodzinę przewieziono samochodem pancernym do koszar 2 Batalionu Komandosów (Camp Muha). Oficerowie z ochrony prezydenta, przesłuchiwani przez oenzetowską komisję śledczą, twierdzili, że zbuntowani żołnierze opanowali pałac dopiero po kilku godzinach walki, a Ndadaye w eskorcie swoich ochroniarzy udał się do Camp Muha „na własne życzenie”. Są to jednak informacje całkowicie niewiarygodne – chociażby ze względu na fakt, że mimo iż obie strony dysponowały ciężką bronią i pojazdami pancernymi, w wyniku rzekomej walki nie zginął żaden żołnierz, ani nie też został zniszczony żaden pojazd. Trudno też przypuszczać, iż puczyści pozwoliliby pojazdowi z prezydentem i jego rodziną swobodnie opuścić pałac. Prawdopodobnie 38-osobowa ochrona nie oddała ani jednego strzału w obronie Ndadaye, natomiast prezydent dał się bez oporu wywieźć do Camp Muha, gdyż liczył, że ocali w ten sposób życie swojej rodziny. Wiadomo, że w koszarach prezydent odbył krótką rozmowę z przebywającymi tam wysokiej rangi oficerami – ppłk. Bikomagu, ppłk. Lazare Gakoryo (sekretarzem stanu w ministerstwie obrony) oraz dowódcą 2 Batalionu Komandosów, mjr. Nibizim.
W międzyczasie rebelianci opanowali najważniejsze obiekty w Bużumburze – m.in. lotnisko wojskowe, stację radiową, centralę telefoniczną. Uwolniono uczestników nieudanego puczu z 3 lipca 1993, w tym ppłk. Ningabę (przetrzymywanego w Rumonge) oraz mjr. Busokozę. Rozpoczęto także aresztowania członków rządu oraz czołowych działaczy FRODEBU. Tej nocy z rąk puczystów zginęli czterej bliscy współpracownicy Ndadaye, tj. Pontien Karibwami (przewodniczący Zgromadzenia Narodowego), Gilles Bimazubute (wiceprzewodniczący Zgromadzenia Narodowego, z pochodzenia Tutsi), Richard Ndikumwami (szef cywilnego wywiadu) oraz Juvénal Ndayikeza (minister spraw wewnętrznych i rozwoju regionalnego). Zbuntowani żołnierze usiłowali również zabić ministra spraw zagranicznych, Sylvestre Ntibantunganya, nie udało im się jednak go znaleźć (zginęła natomiast jego żona). Ocalali członkowie rządu, w tym premier Sylvie Kinigi, byli zmuszeni szukać schronienia w obcych ambasadach.
Prawdopodobnie około godziny 8:00 rano prezydenta zabrano z koszar Camp Muha do pobliskich koszar Camp Para. W tym samym czasie ppłk Bikomagu polecił wsadzić żonę Ndadaye i jego dzieci do swojego samochodu, a następnie odwieźć do francuskiej ambasady w Bużumburze. Sam natomiast udał się wraz z ppłk. Gakoryo i mjr. Nibizi do koszar buntowników, do których zabrano prezydenta. Świadkowie zeznali, iż Bikomagu kilkukrotnie podjudzał żołnierzy słowami „to jest człowiek, którego chcieliście, zróbcie z nim, co zechcecie”. Prawdopodobnie po upływie ok. 30 minut od przywiezienia do Camp Para Ndadaye został zamordowany przy użyciu bagnetu. Członkowie oenzetowskiej komisji śledczej przypuszczali, iż zabito go, gdyż odmówił współpracy z puczystami. 
Kilka godzin później w kwaterze głównej dowództwa sił zbrojnych zawiązał się „komitet kryzysowy” (fr. Comité de gestion de la crise), który wydał dowódcom prowincjonalnych garnizonów polecenie zatrzymania wszystkich gubernatorów prowincji i przejęcia ich obowiązków. Ponadto komitet ponownie podporządkował żandarmerię wojsku oraz wezwał przywódców politycznych i obcych dyplomatów na spotkanie „celem przedyskutowania sposobów wyjścia z kryzysu”. Oficjalnie funkcję przewodniczącego komitetu pełnił François Ngeze – polityk UPRONA, minister ds. pracy i rządów lokalnych w czasie rządów prezydenta Buyoyi, z pochodzenia Hutu. W rzeczywistości był on jednak tylko figurantem, podczas gdy prawdziwym przywódcą „komitetu kryzysowego” pozostawał ppłk Bikomagu. W skład komitetu weszli także ppłk Pascal Simbanduku, ppłk Jean-Bosco Daradangwe oraz uwolniony z więzienia ppłk Sylvestre Ningaba. W godzinach wieczornych ogłoszono, iż władzę w państwie przejęła samozwańcza Narodowa Rada Ocalenia Publicznego (fr. Conseil national de salut public), na czele z Ngeze. Ostatecznie puczystom nie udało się jednak nadać swoim rządom żadnych pozorów legalności. Zamach stanu i zabójstwo Ndadaye zostały bowiem przyjęte przez świat z powszechnym oburzeniem, co zagroziło Burundi międzynarodową izolacją, sankcjami ekonomicznymi oraz zamrożeniem transferów pomocy rozwojowej. Co więcej, puczu nie poparła umiarkowana część establishmentu Tutsi, a obszary prowincjonalne błyskawicznie ogarnęły chaos i wzajemne rzezie na tle etnicznym. Zdając sobie sprawę, iż sytuacja w kraju wymyka się spod kontroli, przywódcy puczu rozpoczęli gorączkowe negocjacje z ukrywającymi się w obcych ambasadach członkami obalonego rządu. Wieczorem 23 października 1993 – trzy dni po zamordowaniu Ndadaye – oficjalnie ogłoszono przywrócenie rządów cywilnych. Umiarkowani politycy Hutu i Tutsi zawarli porozumienie, na mocy którego Zgromadzenie Narodowe wybrało prezydentem Cypriena Ntaryamirę, Hutu z FRODEBU, podczas gdy Anatole Kanyenkiko, Tutsi z UPRONA, otrzymał stanowisko premiera. UPRONA i inne partie opozycyjne uzyskały także 40% tek ministerialnych w rządzie koalicyjnym.

### Odpowiedzialność sprawców
Nowy rząd nie podjął żadnych kroków w celu ukarania przywódców puczu, ani też nie przeprowadził żadnych zmian kadrowych w szeregach sił zbrojnych. Podpułkownik Jean Bikomagu zachował stanowisko szefa sztabu armii i zwierzchnika żandarmerii. Nowe władze chcąc nie chcąc zaakceptowały bowiem wyjaśnienia dowództwa sił zbrojnych, iż zamach został przeprowadzony przez szeregowców i podoficerów z dwóch zbuntowanych batalionów, podczas gdy wysocy rangą oficerowie w obawie o swoje życie wypełniali jedynie polecenia buntowników. Kadra dowódcza konsekwentnie twierdziła przy tym, iż jedynymi oficerami zaangażowanymi w spisek przeciwko Ndadaye byli uczestnicy puczu z 3 lipca 1993, uwolnieni z więzień przez zbuntowanych żołnierzy, a także dwaj porucznicy z obu uczestniczących w zamachu batalionów (oskarżonym oficerom pozwolono zresztą uciec za granicę). 30 października 1993 Bikomagu zwołał konferencję prasową, w której trakcie oświadczył, iż „99,9% wojskowych było przeciwnych puczowi”, dodając jednocześnie, iż aresztowanych zostało piętnastu niskich rangą żołnierzy uczestniczących w zamachu stanu. Dowództwo armii poparli zresztą przywódcy partii reprezentujących interesy Tutsi, którzy we wspólnym dokumencie z grudnia 1993 oświadczyli, iż zamach był dziełem „garstki obłąkanych żołnierzy” (fr. une poignée de militaires perdus). 
W swym raporcie końcowym, przekazanym Radzie Bezpieczeństwa ONZ w dniu 25 lipca 1996, międzynarodowa komisja śledcza wyraziła przekonanie, iż za zamachem stanu stali oficerowie z najwyższych kręgów dowódczych burundyjskiej armii. Komisja uznała jednocześnie, iż zgromadzone przez nią dowody są niewystarczające do wniesienia aktu oskarżenia przeciw jakiemukolwiek podejrzanemu.
W okresie rządów prezydenta Ntibantunganyi podjęto jednak próbę osądzenia winnych udziału w zabójstwie Ndadaye . Proces trwał kilka lat i zakończył się w maju 1999 roku. Sąd najwyższy Burundi uznał wówczas 39 oskarżonych winnymi zarzucanych im czynów. Porucznik Jean Paul Kamana – oficer z 11 Batalionu Zmotoryzowanego uznany przez sąd za przywódcę spisku – został zaocznie skazany na karę śmierci. Najwyższy wymiar kary otrzymali również: kpr. Laurent Nzeyimana, kpr. Juvénal Gahungu, kpr. Sylvere Nduwumukama i kpr. Emmanuel Ndayizeye. Pozostali skazani otrzymali kary pozbawienia wolności w wymiarze od jednego roku do dwudziestu lat. Jednocześnie sąd najwyższy uniewinnił 38 oskarżonych. W gronie osób oczyszczonych ze stawianych im zarzutów znaleźli się m.in.: ppłk Jean Bikomagu, były minister obrony ppłk Charles Ntakije oraz mjr Isaïe Nibizi . Wielu obserwatorów podawało jednak w wątpliwość uczciwość procesu, chociażby ze względu na fakt, iż w czasie jego trwania ekstremiści Tutsi dysponowali już pełną kontrolą nad państwem. Francuski adwokat wynajęty przez przebywającego na emigracji Kamanę, nie został nawet wpuszczony na salę rozpraw.

## Masakry na tle etnicznym
Rankiem 21 października Radio Rwanda ogłosiło, że w Burundi miał miejsce zamach stanu, a prezydent Ndadaye został uwięziony przez puczystów. Wiadomość ta błyskawicznie dotarła do mieszkańców burundyjskiej prowincji, na skutek czego wieśniacy Hutu przystąpili masowo do niszczenia mostów oraz budowania barykad na drogach. Jednocześnie w wielu miejscowościach zaczęto zatrzymywać Tutsi, zazwyczaj mężczyzn, oraz Hutu należących do UPRONA – traktując ich jako zakładników. Tymczasem we wczesnych godzinach wieczornych Radio Rwanda poinformowało, iż Ndadaye został zamordowany. Mniej więcej tym samym czasie przebywający akurat w Kigali minister zdrowia Burundi, Jean Minani, wystąpił na falach rwandyjskiego radia z apelem do rodaków o stawienie oporu buntownikom. Jeszcze tego samego wieczora Hutu przystąpili do zabijania zakładników. Następnie zaczęli masowo mordować wszystkich Tutsi bez względu na wiek i płeć oraz grabić ich dobytek. Wielokrotnie, choć nie w każdym przypadku, masakrami kierowali lokalni działacze FRODEBU – m.in. zarządcy gminni, urzędnicy lub nauczyciele.
Masakry na tle etnicznym ogarnęły w zasadzie wszystkie prowincje Burundi, choć oenzetowska komisja śledcza oceniała, że stosunkowo najmniej ucierpiały południowe prowincje – licznie zamieszkane przez Tutsi – podczas gdy największe rzezie miały miejsce na terenach przy granicy z Tanzanią i Zairem oraz w prowincji Karuzi. Bojówki Hutu mordowały Tutsi z olbrzymią brutalnością. Tysiące mężczyzn, kobiet i dzieci zamordowano przy użyciu maczet, włóczni lub maczug. Nierzadko ofiary były palone żywcem – zabito w ten sposób m.in. 70 uczniów Tutsi w Kibimba. Kobiety Tutsi były przed śmiercią gwałcone. Wielokrotnie miały jednak miejsce przypadki, gdy Hutu, nierzadko z narażeniem życia, ukrywali przed oprawcami swoich sąsiadów lub przyjaciół Tutsi. W parafii Mutoyi zamordowano ok. 150 mężczyzn Tutsi, oszczędzono natomiast 400 osób, które schroniły się w miejscowym kościele.
Reakcja zdominowanej przez Tutsi armii była bardzo brutalna. Pod pretekstem „przywracania pokoju i porządku” wojsko szybko przystąpiło do odblokowywania dróg, rozpoczynając jednocześnie zakrojone na szeroką skalę masakry Hutu. Uzbrojeni w ciężką broń żołnierze mordowali wieśniaków bez względu na wiek i płeć, a także palili ich domy, zabijali bydło oraz rabowali dobytek. Miały miejsce wypadki, gdy wojsko zwoływało publiczne zgromadzenia, po czym masakrowało przybyłych Hutu przy użyciu granatów i broni maszynowej. Odwetowe masakry były dokonywane również w tych regionach kraju, gdzie nie doszło do napadów na Tutsi. Dla przykładu w mieście Gitega żołnierze strzelali do przypadkowych przechodniów Hutu oraz aresztowali i zamordowali wielu przedstawicieli inteligencji. Wielu zbrodni dopuściły się tam również młodzieżowe bojówki Tutsi, które zabijały zwłaszcza swoich szkolnych kolegów Hutu. Podobne zbrodnie miały miejsce w mieście Ngozi.
Wzajemne masakry osiągnęły największe natężenie między 21 a 24 października 1993. W kolejnych dniach nowo powstałemu rządowi udało się zasadniczo zatrzymać falę pogromów, przy czym w niektórych regionach kraju, gdzie władza centralna de facto nie sięgała, nadal dochodziło do aktów przemocy na tle etnicznym. Dokładna liczba Hutu i Tutsi zamordowanych po śmierci Ndadaye pozostaje trudna do ustalenia. Część źródeł podaje, iż między październikiem 1993 a kwietniem 1994 zamordowano w Burundi od 20 tys. do 50 tys. ludzi. René Lemarchand szacował liczbę ofiar październikowych masakr na około 30 tys. – 50 tys. Międzynarodowa komisja śledcza ds. zbadania przypadków naruszeń praw człowieka w Burundi – powołana na początku 1994 roku przez koalicję organizacji pozarządowych zajmujących się ochroną praw człowieka – w swym raporcie z lipca 1994 oceniła liczbę zamordowanych na około 50 tys. Najwyższe szacunki mówiły o prawie 100 tys. ofiar . Liczba Tutsi zamordowanych w czasie urządzanych przez Hutu pogromów była przy tym prawdopodobnie zbliżona do liczby Hutu zabitych w odwecie przez armię oraz paramilitarne bojówki Tutsi. Ponadto na skutek październikowych masakr od 400 tys. do 700 tys. Hutu uciekło do sąsiednich krajów. Co najmniej połowa uchodźców, nawet do 350 tys. osób, znalazła się na terytorium Rwandy.

### Spór o klasyfikację zbrodni
Burundyjscy Tutsi, w szczególności politycy z partii reprezentujących interesy tej grupy etnicznej, uznali, iż masakry z jesieni 1993 roku były zbrodnią ludobójstwa – staranie zaplanowaną i przygotowaną jeszcze przed zabójstwem Ndadaye . We wspomnianym wcześniej dokumencie z grudnia 1993 przywódcy Tutsi ogłosili, iż jesienią 1993 zawiązane zostały jednocześnie dwa spiski – spisek „garstki obłąkanych żołnierzy” wymierzony w rząd i prezydenta Ndadaye oraz spisek mający na celu dokonanie „metodycznej eksterminacji mniejszości Tutsi oraz Hutu należących do UPRONA”. Wraz z narastaniem konfliktu etnicznego retoryka opozycji uległa zresztą daleko idącej radykalizacji. O udział w rzekomym spisku, mającym na celu eksterminację wszystkich Tutsi, zostali wkrótce oskarżeni czołowi przywódcy FRODEBU – Leonard Nyangoma (minister spraw wewnętrznych), Jean Minani (minister zdrowia, później przewodniczący Zgromadzenia Narodowego), Ernest Kabushemeye (minister ds. energii i górnictwa) oraz Jean-Marie Ngendahayo (z pochodzenia Tutsi). Niektórzy ekstremiści twierdzili wręcz, iż w przygotowania do ludobójstwa zaangażowany był sam prezydent Ndadaye, a wojskowy zamach stanu był niejako „ciosem wyprzedzającym”, który ocalił burundyjskich Tutsi przed masową rzezią, jakiej ofiarą padli kilka miesięcy później ich pobratymcy z sąsiedniej Rwandy.
Masakry Tutsi z października 1993 był skłonny uznać za ludobójstwo francuski badacz dziejów regionu Wielkich Jezior Afrykańskich, Jean-Pierre Chrétien. Z kolei powołana przez ONZ międzynarodowa komisja śledcza uznała w swym raporcie końcowym, iż w październiku 1993 w Burundi miały miejsce „akty ludobójstwa”, których ofiarą padli członkowie grupy etnicznej Tutsi. Członkowie komisji wskazali, iż w masakrach uczestniczyli działacze i urzędnicy FRODEBU niższego szczebla, podkreślając jednocześnie, że zgromadzone dowody nie pozwalają przesądzić, czy owe rzezie zostały zaplanowane lub zlecone przez przywódców wyższej rangi. Komisja uznała także, iż zgromadzone przez nią dowody – choć brakuje wśród nich np. zeznań o jednoznacznej treści, czy też wytycznych na piśmie – są wystarczające, aby uzasadnić wniosek, iż część przywódców FRODEBU opracowała plany na wypadek spodziewanego puczu wojskowego, przewidujące m.in. blokadę dróg, uzbrojenie cywilnych Hutu oraz zatrzymywanie mężczyzn Tutsi w charakterze zakładników.
Określaniu pogromów Tutsi z października 1993 mianem zbrodni ludobójstwa stanowczo sprzeciwia się natomiast francusko-amerykański badacz konfliktów w regionie Wielkich Jezior Afrykańskich, René Lemarchand. W jego ocenie zabójstwo Ndadaye wywołało wśród mas Hutu „kolektywny i spontaniczny wybuch wściekłości”, którą podsyciły dodatkowo traumatyczne wspomnienia o ludobójstwie w 1972 roku. Nie zaprzeczając, iż wieloma masakrami kierowali lokalni działacze FRODEBU, Lemarchand podkreśla, iż apele o stawienie oporu puczystom, wygłaszane przez przywódców FRODEBU tuż po zamachu stanu, nie mogą być interpretowane jako wezwanie do fizycznej rozprawy z opozycją, ani tym bardziej jako zachęta do eksterminacji wszystkich Tutsi. W jego ocenie ekstremiści Tutsi niejako „wymyślili” ludobójstwo z 1993 roku – „zapominając” przy tym o ludobójstwie w 1972 roku oraz masakrach Hutu urządzanych przez rządową armię w październiku 1993 – chcąc w ten sposób zdyskredytować polityków FRODEBU i pozbawić ich legitymizacji do rządzenia państwem.
W odniesieniu do masakr Hutu urządzanych przez rządową armię oenzetowska komisja śledcza uznała, iż brakuje dowodów, które mogłyby potwierdzić tezę, iż owe represje zostały zaplanowane lub zlecone na szczeblu centralnym. Wskazała jednocześnie, iż dowództwo armii nie podjęło żadnych kroków, aby owym masakrom zapobiec, ani też by je powstrzymać i ukarać.

## Konsekwencje
Belgijski badacz Filip Reyntjens uznał pucz z 21 października 1993 za „najbardziej udany z nieudanych zamachów stanu”. O ile bowiem zamachowcy nie zdołali przejąć władzy w Burundi, o tyle śmierć Ndadaye i będące jej konsekwencją obustronne rzezie na tle etnicznym skutecznie zahamowały proces demokratyzacji oraz trwale zdestabilizowały państwo. Umiarkowani politycy Hutu i Tutsi zdołali co prawda chwilowo powstrzymać wybuch konfliktu na pełną skalę, lecz po śmierci prezydenta Ntaryamiry, który wraz z prezydentem Rwandy Juvénalem Habyarimaną zginął na pokładzie prezydenckiego samolotu zestrzelonego nad lotniskiem Kigali (6 kwietnia 1994), sytuacja polityczna w Burundi uległa dalszemu pogorszeniu. Wydarzenia z października 1993 zniszczyły bowiem rodzący się międzyetniczny konsensus oraz – wedle słów René Lemarchanda – „wykopały rów tektoniczny” między burundyjskimi ugrupowaniami politycznymi. 
Ekstremiści Tutsi, którzy wkrótce zdobyli dominującą pozycję w szeregach UPRONA i sprzymierzonych z nią partii, uznawali FRODEBU za „partię ludobójców” i wszelkimi środkami starali się pozbawić ją realnego wpływu na sprawy państwa. Realizacji tego celu służyły zarówno gwałtowne propagandowe ataki oraz działania natury politycznej i prawnej, jak też skrytobójstwa i masakry na tle etnicznym. Paramilitarne bojówki Tutsi – mniej lub bardziej otwarcie wspierane przez pozostającą poza kontrolą rządu armię – szerzyły terror na terenie całego kraju, dokonując m.in. krwawych pogromów w zamieszkiwanych przez Hutu dzielnicach Bużumbury. W tych okolicznościach FRODEBU było wkrótce zmuszone ustąpić przed żądaniami opozycji. 12 lipca 1994 podpisane zostało porozumienie między FRODEBU a UPRONA, przewidujące, iż obie partie podzielą między siebie stanowiska w radzie ministrów i administracji państwowej w proporcji 60% do 40% Już 10 września 1994 – przy mediacji Ahmedou Ould Abdallaha, specjalnego wysłannika Sekretarza Generalnego ONZ – koalicja partii Hutu pod przywództwem FRODEBU (Forces du Changement Démocratique – FCD) oraz koalicja partii Tutsi pod przywództwem UPRONA (Coalition des Partis Politiques de l’Opposition – CPPO) zawarły jednak nową umowę – precyzującą zasady podziału władzy do czasu zakończenia kadencji prezydenta i parlamentu. Zwiększono wówczas do 45% udział procentowy UPRONA i jej sojuszników na stanowiskach w radzie ministrów, administracji i służbie dyplomatycznej. Jednocześnie na mocy owej „konwencji rządowej” rząd i parlament utraciły znaczną część swoich prerogatyw na rzecz nowo powołanej, a zarazem niekonstytucyjnej Narodowej Rady Bezpieczeństwa, w której większość miejsc zajęli Tutsi. W ocenie Reyntjensa przyjęcie „konwencji rządowej” oznaczało w praktyce zawieszenie demokratycznej konstytucji z 1992 roku, a zarazem instytucjonalne ugruntowanie skutków puczu z października 1993. Wrześniowe porozumienie umożliwiło jednakże odnowienie koalicji rządowej pomiędzy FRODEBU a UPRONA. 30 września 1994 Zgromadzenie Narodowe wybrało na stanowisko prezydenta Sylvestre Ntibantunganya – polityka FRODEBU, z pochodzenia Hutu – podczas gdy fotel premiera zachował Anatole Kanyenkiko (Tutsi z UPRONA).
Mimo zawarcia „konwencji rządowej” w Burundi narastały jednak chaos i przemoc. Porozumienie zostało bowiem odrzucone przez ekstremistów Tutsi, skupionych m.in. wokół byłego prezydenta Jeana-Baptiste'a Bagazy. Z kolei prezydent Ntibantunganya i jego będąca w rozsypce partia, pozbawieni autorytetu i realnej władzy, nie byli w stanie powstrzymać gwałtownego rozwoju ekstremizmu Hutu – skutecznie dotąd moderowanego dzięki sukcesom pokojowej polityki Ndadaye. Już w czerwcu 1994 z szeregów FRODEBU wyłamała się radykalna frakcja pod kierownictwem Leonarda Nyangomy, na bazie której powstało nowe ugrupowanie polityczne – Narodowa Rada na rzecz Obrony Demokracji (Conseil National pour la Défense de la Démocratie – CNDD). Zbrojne ramię CNDD, tzw. Siły Obrony Demokracji (Force pour la défense de la démocratie – FDD), w oparciu o bazy w Zairze rozpoczęło wojnę partyzancką ze zdominowaną przez Tutsi armią. Uaktywniły się także inne radykalne ugrupowania Hutu, m.in. częściowo rozbite w 1991 roku PALIPEHUTU. Działaniom partyzantów Hutu wielokrotnie towarzyszyły zbrodnie na cywilach Tutsi, na które armia odpowiadała krwawymi represjami. Do 1996 roku z Bużumbury wypędzono praktycznie wszystkich Hutu, podczas gdy na obszarach wiejskich Tutsi mieli szansę przetrwać tylko w strzeżonych przez wojsko obozach dla uchodźców. W lipcu 1996 armia zerwała ostatecznie z pozorami demokracji i obaliła prezydenta Ntibantunganyę, przywracając do władzy Pierre'a Buyoyę. W ocenie Filipa Reyntjensa był to swoisty epilog trwającego od października 1993 „pełzającego puczu”. W Burundi trwała odtąd otwarta wojna domowa, zakończona dopiero w 2005 roku. Konflikt ten pochłonął blisko 300 tys. ofiar.
Zamach stanu z października 1993 miał także dalekosiężne konsekwencje międzynarodowe, przyczyniając się w szczególności do wzrostu wrogich Tutsi nastrojów w sąsiednich państwach. Gdy do prowincji Kiwu Południowe w Zairze dotarły wieści o śmierci Ndadaye, w mieście Uvira wybuchły gwałtowne zamieszki, w których trakcie zamordowano wielu zamieszkujących tam Tutsi-Banyamulenge. Przede wszystkim jednak burundyjski pucz wpłynął bardzo negatywnie na rozwój sytuacji w Rwandzie, gdzie reprezentujący interesy Hutu reżim prezydenta Habyarimany negocjował w tym czasie porozumienie pokojowe z rebeliantami ze zdominowanego przez Tutsi Rwandyjskiego Frontu Patriotycznego (RPF). Dla tamtejszych ekstremistów Hutu wieści napływające z Burundi stanowiły doskonałe potwierdzenie głoszonej przez nich tezy, iż „nie wolno nigdy ufać Tutsi”, a ewentualny kompromis z RPF będzie samobójstwem. W szeregach rządzącej partii MRND (Mouvement Démocratique pour la Révolution et le Développement) upowszechniło się przekonanie, iż jedynym racjonalnym środkiem pozwalającym na uporanie się z „zagrożeniem Tutsi”, będzie fizyczna likwidacja tej grupy etnicznej. Nastroje wrogie wobec Tutsi zwiększył także napływ setek tysięcy uchodźców Hutu z Burundi. W ten sposób burundyjski kryzys z jesieni 1993 roku stał się jednym z kluczowych czynników, które w niecałe pół roku później doprowadziły do ludobójstwa blisko miliona rwandyjskich Tutsi (kwiecień-lipiec 1994). Zdaniem Alison Des Forges „ruch zwany »Władzą Hutu« – koalicja, która uczyniła [rwandyjskie] ludobójstwo możliwym – został zbudowany na zwłokach Ndadaye”.